# Asarcenchelys longimanus
Asarcenchelys longimanus е вид змиорка от семейство Ophichthidae.

## Разпространение и местообитание
Видът е разпространен в Бразилия.
Среща се на дълбочина около 55 m.